# Premis ATV 2007
Els X Premis ATV corresponents a 2007 foren entregats per l'Acadèmia de les Ciències i les Arts de Televisió d'Espanya el 2 de juliol de 2008. La cerimònia va tenir lloc en el Casino d'Aranjuez, amb al presència de 800 assistents. Carlos Sobera va ser el presentador de la gala, amenitzada per esquetxos dels còmics Edu Soto i David Fernández. La gala, però, finalment fou encarregada a una empresa privada relacionada amb El Terrat.
L'acte va ser retransmès en directe per La 1 de Televisió Espanyola, amb una audiència mitjana d'1.334.000 espectadors i 9,6% de quota de pantalla.
Els nominats en les 18 categories es van donar a conèixer el 21 de maig de 2008.

## Premiats i nominats

### Millor conducció de programes d'entreteniment
- Andreu Buenafuente per Buenafuente (La Sexta)
- El Gran Wyoming per El intermedio (La Sexta)
- Pablo Motos per El Hormiguero (Cuatro)

### Millor programa de ficció
- Aída (Telecinco)
- Cuéntame cómo pasó (La 1)
- El Internado (Antena 3)

### Programa d'entreteniment
- Buenafuente (La Sexta)
- El Hormiguero (Cuatro)
- Sé lo que hicisteis... (La Sexta)

### Millor actriu
- Ana Duato per Cuéntame cómo pasó (La 1)
- Carmen Machi per Aída (Telecinco)
- Concha Velasco per Herederos (La 1)

### Millor actor
- Carlos Hipólito per Desaparecida (La 1)
- Imanol Arias per Cuéntame cómo pasó (La 1)
- Paco León per Aída (Telecinco)

### Millor conducció d'informatius
- Ana Blanco per Telediario i Tengo una pregunta para usted (La 1)
- Lorenzo Milá per Telediario i Tengo una pregunta para usted (La 1)
- Matías Prats per Noticias 2 (Antena 3)

### Millor programa informatiu
- Callejeros (Cuatro)
- Informe semanal (La 1)
- Tengo una pregunta para usted (La 1)

### Millor programa infantil
- Berni, el divertido mundo de los deportes (La 1, La 2 i Clan TVE)
- El conciertazo (La 2)
- Los Lunnis (La 1 i La 2)

### Millor programa documental
- Al filo de lo imposible (La 2 de TVE)
- Documentos TV (La 2 de TVE)
- Rafael Azcona: oficio de guionista (Canal +)

### Millor guió
- Aída (Telecinco)
- Buenafuente (La Sexta)
- Cuéntame cómo pasó (La 1)

### Millor director
- Agustín Crespi, Antonio Cano, Sergio Cabrera, Manuel Palacios, José María Caro i Azucena Hernández per Cuéntame cómo pasó (La 1)
- Carolina Cubillo per Callejeros (Cuatro)
- Sebastián Álvaro per Al filo de lo imposible (La 2)

### Millor realitzador
- Antonio Casado per Tengo una pregunta para usted i programes dels Serveis Informatius de TVE (La 1)
- Hugo Stuven per Ratones coloraos (Canal Sur)
- Víctor Santamaría pels programes de futbol i toros (Canal +)

### Millor productor
- Carlos Apolinario per El Internado (Antena 3)
- Francisco Romacho per España directo (La 1)
- Miguel Ángel Bernardeau per Cuéntame cómo pasó (La 1)

### Millor direcció de fotografia i il·luminació
- David Arribas per El Internado (Antena 3)
- Julio Madurga per Cartas de Sorolla (Canal 9 i TVE Internacional)
- Tote Trenas i Teo Delgado per Cuéntame cómo pasó (La 1)

### Millor direcció d'art i escenografia
- Fernando González per El Internado (Antena 3)
- Gonzalo Gonzalo, José Manuel López y Roberto Carvajal per Cuéntame cómo pasó i Desaparecida - (La 1)
- Marcelo Pacheco i Virginia Flores per Amar en tiempos revueltos (La 1)

### Millor maquillatge i caracterització
- Equip de Maquillatge de Cuéntame cómo pasó (La 1)
- Equip de Maquillatge de Polònia (TV3)
- Paloma Buendía per Amar en tiempos revueltos (La 1)

### Millor canal temàtic
- Canal de Historia
- Canal Viajar
- Canal 24 horas

### Millor TV Movie
- Cartas de Sorolla (Canal 9 i TVE Internacional)
- Hay que vivir: años perdidos (La 1)
- Soy el solitario (Antena 3)

## Premis a les televisions autonòmiques

### Millor programa autonòmic informatiu
- Telenoticias Sin Fronteras (Telemadrid)

### Millor programa autonòmic de ficció
- Ventdelplà (TV3)

### Millor programa autonòmic documental
- Después del mar (TPA)

### Millor programa autonòmic d'entreteniment
- Vaya Semanita (ETB 2)

### Millor programa autonòmic infantil
- La Banda  (Canal Sur)

## Premis honorífics

### Premi especial a tota una vida
- Rosa María Mateo

### Premi especial als 25 anys de trajectòria televisiva
- Televisió de Catalunya